# Anders Bjork
Anderson Patrick "Anders" Bjork, född 5 augusti 1996, är en amerikansk professionell ishockeyforward som är kontrakterad till Buffalo Sabres i NHL och spelar för Rochester Americans i AHL.
Han har tidigare spelat för Boston Bruins i NHL; Providence Bruins i AHL; Notre Dame Fighting Irish i NCAA samt Team USA i USHL.
Bjork draftades av Boston Bruins i femte rundan i 2014 års draft som 146:e spelare totalt.

## Statistik
| 2010–2011   | Chicago Mission           | T1EHL       | 31  | 10 | 11 | 21  | 8  | —  | — | — | — | — |
| 2011–2012   | Chicago Mission           | HPHL        | 29  | 14 | 9  | 23  | 8  | —  | — | — | — | — |
| 2012–2013   | Team USA                  | USHL        | 38  | 8  | 7  | 15  | 28 | —  | — | — | — | — |
|             | U.S. National U17 Team    |             | 56  | 12 | 12 | 24  | 48 | —  | — | — | — | — |
| 2013–2014   | Team USA                  | USHL        | 26  | 9  | 12 | 21  | 0  | —  | — | — | — | — |
|             | U.S. National U18 Team    |             | 61  | 21 | 20 | 41  | 10 | —  | — | — | — | — |
| 2014–2015   | Notre Dame Fighting Irish | NCAA        | 41  | 7  | 15 | 22  | 14 | —  | — | — | — | — |
| 2015–2016   | Notre Dame Fighting Irish | NCAA        | 35  | 12 | 23 | 35  | 8  | —  | — | — | — | — |
| 2016–2017   | Notre Dame Fighting Irish | NCAA        | 39  | 21 | 31 | 52  | 16 | —  | — | — | — | — |
| 2017–2018   | Boston Bruins             | NHL         | 30  | 4  | 8  | 12  | 6  | —  | — | — | — | — |
|             | Providence Bruins         | AHL         | 9   | 2  | 2  | 4   | 2  | —  | — | — | — | — |
| 2018–2019   | Boston Bruins             | NHL         | 20  | 1  | 2  | 3   | 2  | —  | — | — | — | — |
|             | Providence Bruins         | AHL         | 13  | 1  | 9  | 10  | 2  | —  | — | — | — | — |
| 2019–2020   | Boston Bruins             | NHL         | 58  | 9  | 10 | 19  | 10 | 10 | 0 | 1 | 1 | 6 |
|             | Providence Bruins         | AHL         | 7   | 3  | 5  | 8   | 4  | —  | — | — | — | — |
| 2020–2021   | Boston Bruins             | NHL         | 30  | 2  | 3  | 5   | 10 | —  | — | — | — | — |
|             | Buffalo Sabres            | NHL         | 15  | 3  | 3  | 6   | 4  | —  | — | — | — | — |
| 2021–2022   | Buffalo Sabres            | NHL         | 58  | 5  | 3  | 8   | 10 | —  | — | — | — | — |
| 2022–2023   | Buffalo Sabres            | NHL         | 1   | 0  | 0  | 0   | 0  | —  | — | — | — | — |
|             | Rochester Americans       | AHL         | 26  | 5  | 11 | 16  | 8  | —  | — | — | — | — |
| NHL totalt  | NHL totalt                | NHL totalt  | 212 | 24 | 29 | 53  | 42 | 10 | 0 | 1 | 1 | 6 |
| AHL totalt  | AHL totalt                | AHL totalt  | 55  | 11 | 27 | 38  | 16 | —  | — | — | — | — |
| NCAA totalt | NCAA totalt               | NCAA totalt | 115 | 40 | 69 | 109 | 38 | —  | — | — | — | — |
| USHL totalt | USHL totalt               | USHL totalt | 64  | 17 | 19 | 36  | 28 | —  | — | — | — | — |

### Internationellt
| Källa: Uppdaterad: 2018-10-21 | Källa: Uppdaterad: 2018-10-21 | Källa: Uppdaterad: 2018-10-21 |         | Utv = Utvisningsminuter | Utv = Utvisningsminuter | Utv = Utvisningsminuter | Utv = Utvisningsminuter | Utv = Utvisningsminuter |
| År                            | Lag                           | Mästerskap                    | Matcher | Mål                     | Assists                 | Poäng                   | Utv                     |                         |
| ----------------------------- | ----------------------------- | ----------------------------- | ------- | ----------------------- | ----------------------- | ----------------------- | ----------------------- | ----------------------- |
| 2014                          | USA                           | U18-VM                        | 7       | 2                       | 0                       | 2                       | 4                       |                         |
| 2016                          | USA                           | JVM                           | 7       | 3                       | 0                       | 3                       | 0                       |                         |
| 2017                          | USA                           | VM                            | 5       | 0                       | 0                       | 0                       | 0                       |                         |
| Junior totalt                 | Junior totalt                 | Junior totalt                 | 14      | 5                       | 0                       | 5                       | 4                       |                         |
| Senior totalt                 | Senior totalt                 | Senior totalt                 | 5       | 0                       | 0                       | 0                       | 0                       |                         |

## Privatliv
Anders Bjork är kusin till före detta ishockeyspelaren Erik Condra.